# Instituto Nacional de Tecnología de Tiruchirappalli
El Instituto Nacional de Tecnología Tiruchirappalli, NIT Tiruchirappalli o NIT Trichy es una universidad de investigación nacional cerca de la ciudad de Tiruchirappalli en Tamil Nadu, India. Fue fundada como Colegio Regional de Ingeniería Tiruchirappalli en 1964 por los gobiernos de India y Tamil Nadu bajo la afiliación de la Universidad de Madrás. En 2003, la institución obtuvo el estatus de universidad con la aprobación de la Comisión de Becas Universitarias, el Consejo de Educación Técnica de la India y el Gobierno de la India, y pasó a llamarse Instituto Nacional de Tecnología Tiruchirappalli.
NIT Trichy está reconocido como Instituto de Importancia Nacional por el Gobierno de la India en virtud de la Ley de Institutos Nacionales de Tecnología, Educación e Investigación Científica de 2007 y es uno de los miembros del sistema de Institutos Nacionales de Tecnología, un grupo de institutos técnicos financiados centralmente. instituciones regidas por el Consejo de Institutos Nacionales de Tecnología, Educación Científica e Investigación. El instituto está financiado por el Ministerio de Educación del Gobierno de la India; y se centra exclusivamente en ingeniería, gestión, ciencia, tecnología y arquitectura. El instituto ofrece 10 programas de licenciatura, 42 maestrías y 17 doctorados a través de sus 17 departamentos académicos y otorga más de 2000 títulos anualmente.
- Datos: Q3521821
- Multimedia: National Institute of Technology, Tiruchirappalli / Q3521821